# Палаццо-Сан-Джервазіо
Палаццо-Сан-Джервазіо (італ. Palazzo San Gervasio) — муніципалітет в Італії, у регіоні Базиліката,  провінція Потенца.
Палаццо-Сан-Джервазіо розташоване на відстані близько 320 км на схід від Рима, 37 км на північний схід від Потенци.
Населення — 4954 особи (2014).
Щорічний фестиваль відбувається 13 червня. Покровитель — Sant'Antonio di Padova.

## Демографія
Населення за роками:

Станом на 1 січня 2023 року в муніципалітеті офіційно проживало 319 іноземців з 35 країн, серед них 124 громадяни країн Євросоюзу та 10 громадян України.

## Сусідні муніципалітети
- Ачеренца
- Банці
- Форенца
- Дженцано-ді-Луканія
- Маскіто
- Спінаццола
- Веноза